# Phare de Maniguin
Le phare de Maniguin est un phare situé sur l'île de Maniguin, au large de la ville de Culasi dans la province d'Antique, aux Philippines.
Ce phare géré par le Maritime Safety Services Command (MSSC), service de la Garde côtière des Philippines (Philippine Coast Guard).

## Histoire
L'île Maniguin, également connue sous le nom d'île de Maningning ou île de Hammerhead, est située à environ 42 kilomètres au large de la côte de Culasi. Son extrémité sud est bordé d'une falaise étroite de 33 mètres de haut, et le reste de l'île est plat et boisé, pas plus de 4.5 mètres de haut. L'île est bordée de récifs de corail avec une eau profonde à leurs bords. Le phare est situé près de la pointe sud-est de l'île et marque le passage est des Îles Cuyo, une route maritime au sud de la mer de Sulu.

### Plan espagnol du phare
Le projet du gouvernement espagnol de construire un phare de second ordre sur l'île de Maniguin faisait partie du programme d'éclairage maritime de l'archipel des Philippines qui battait son plein à la fin du XIXe siècle. La conception originale était une belle et massive tour en maçonnerie semblable au phare du Cap Melville.
Lorsque les Américains ont pris le contrôle des Philippines après la guerre hispano-américaine, les plans et les dossiers espagnols pour tous les phares ont été remis aux États-Unis. De nouveaux plans plus économiques ont été adoptés et les plans espagnols ont été abandonnés.

### Construction du phare
En 1904, un examen préliminaire a été fait de l'île Maniguin. Une carte a été réalisée et le site proposé pour le phare a été accordé. Un nouveau plan pour cette structure à ériger a été préparé avec, pour la première fois, l'emploi du béton armé à la place de la maçonnerie classique.
Une équipe de deux Américains, un maçon espagnol, et 40 Philippins a été organisée en décembre 1904, et envoyé sur le site le 29 décembre. Le 20 mars 1905, l'équipe des constructeurs a atteint un total de 106 par l'emploi d' ouvriers locaux. Un sloop nommé Jervey fut utilisé pour le transport des ouvriers, de l'eau et des vivres.
Le 1er avril 1905, une lumière blanche fixe temporaire provenant d'une lanterne à lentille de Fresnel fut mis en service sur le point culminant de l'île Maniguin, à une élévation de 40 mètres au-dessus de la hauteur moyenne des eaux. La lumière était visible sur tout l'horizon, et par temps clair jusqu'à 13 milles nautiques (environ 24 km).
La tour du phare de Maniguin a été construit immédiatement après la construction des quartiers temporaires. Les habitations et les bâtiments accessoires ont également été réalisés en béton armé. Les escaliers en fer, achetés à Hong Kong, ont été livrés en août 1905. Sa construction a été rapide et de qualité supérieure avec un coût beaucoup plus bas. À la fin de 1905, la tour, la citerne et les logements définitifs étaient réalisées. Les travaux ont été achevés l'année suivante et la lumière de quatrième ordre a été allumée en 1906.

## Le phare actuel
Ce phare américain de 1906 a été récemment abandonné. La Garde côtière des Philippines a érigé une nouvelle tour blanche en béton alimentée par l'énergie solaire à une courte distance de l'ancien phare.
C'est une tour cylindrique de 30 m avec un sommet évasé. Avec un plan focal de 58 m, il émet deux éclats blancs toutes les 10 secondes. Sa portée est de 20 milles nautiques (environ 37 km).
Identifiant : ARLHS : PHI-091 ; PCG-.... - Amirauté : F2288 - NGA : 14500.
|               |
| Plan du phare |

|                                  |
| Localisation de Culasi (Antique) |

### Lien connexe
- Liste des phares aux Philippines